# Сыромолотов, Владимир Алексеевич
Владимир Алексеевич Сыромолотов (16 сентября 1936, Брянск — 1 февраля 2012, там же) — советский и российский тренер по лёгкой атлетике (многоборье, метание копья, метание диска, бег на 100 метров, бег на 200 метров, бег на 400 метров, бег на 800 метров, бег на 1500 метров), заслуженный тренер РСФСР.

## Биография
Родился в городе Брянске. Мать — Клавдия Захаровна Сыромолотова, учитель. Отец — Алексей Петрович Сыромолотов, служащий. После рождения проживал в городе Трубчевске Брянской области. Впоследствии семья переехала в село Шаблыкино Орловской области, по месту нового назначения отца Владимира Алексеевича.
В 1961 году В. А. Сыромолотов окончил Смоленский государственный институт физической культуры, после чего работал учителем физкультуры в Шаблыкинской средней школе.
В 1963 году был приглашён в ДЮСШ № 1 гороно города Брянска тренером-преподавателем по лёгкой атлетике.
В 1981 году стал старшим тренером-преподавателем ДСО «Локомотив» города Брянска.
В 1989 году было присвоено почётное звание «Заслуженный тренер РСФСР».
С 1998 по 2006 год являлся директором СДЮШОР «Русь» г. Брянска, совмещая работу на данной должности с тренерской деятельностью. За время работы под его руководством школа приобрела статус школы Олимпийского резерва России, значительно поднялся уровень подготовки спортсменов, мастерство и профессионализм тренеров.
Умер Владимир Алексеевич Сыромолотов 1 февраля 2012 года в городе Брянске.
С 2013 года в Брянске проводится зимний Мемориал Сыромолотова.

## Воспитанники
Воспитанниками В. А. Сыромолотова стали:
- 2 заслуженных мастера спорта (Галина Вячеславовна Мальчугина и Наталья Николаевна Шевцова),
- 2 мастера спорта международного класса,
- 10 мастеров спорта.

Наиболее высоких спортивных результатов добились:
- Галина Вячеславовна Мальчугина — заслуженный мастер спорта, мастер спорта международного класса, член сборной команды СССР с 1979 года, СНГ, России. Бронзовый призёр Олимпийских игр в Сеуле (1988) в составе сборной СССР и серебряный призёр Олимпийских игр в Барселоне (1992) в составе сборной СНГ. Чемпионка мира 1991 года в эстафетном беге 4×100 метров, Чемпионка Европы в беге на 200 метров, бронзовый призёр Чемпионата мира 1995 года, финалистка трёх Олимпийских игр (Сеул, Барселона, Атланта) в беге на 200 метров. Неоднократная чемпионка СССР и РСФСР. Тренировалась под руководством Сыромолотова В. А. с 1974 по 1993 гг.
- Наталья Николаевна Шевцова — заслуженный мастер спорта, мастер спорта международного класса, член сборной команды России, трёхкратная чемпионка СССР, многократный чемпион и призёр чемпионатов России и международных турниров, бронзовый призёр Чемпионата мира 2001 года в эстафетном беге 4×400 метров, двукратная чемпионка Европы среди полицейских.
- Балашова (Гаврилова) Елена — мастер спорта СССР, серебряный призёр спартакиады народов СССР 1967 года и бронзовый призёр 1971 года. Бронзовый призёр первенства СССР 1970 года в эстафетном беге 4×100 метров. Победительница финала Кубка СССР.
- Ловяго (Перепечко) Нина — призёр всесоюзных юношеских соревнований 1970 года, призёр финала Кубка СССР 1971 года в беге на 1500 метров.
- Моисеев Николай — мастер спорта СССР, в 1972 году занял 4 место в молодёжном первенстве СССР по легкоатлетическому десятиборью.
- Сыромолотова Наталья — чемпионка СССР в многоборье всесоюзных игр «Старты надежд» 1978 года.
- Махоткин Борис — мастер спорта СССР, чемпион СССР 1984 года в эстафетном беге 4×400 метров, чемпион РСФСР 1985 года в беге на 200 м и 400 м.